# 東京都市計画道路幹線街路環状第3号線

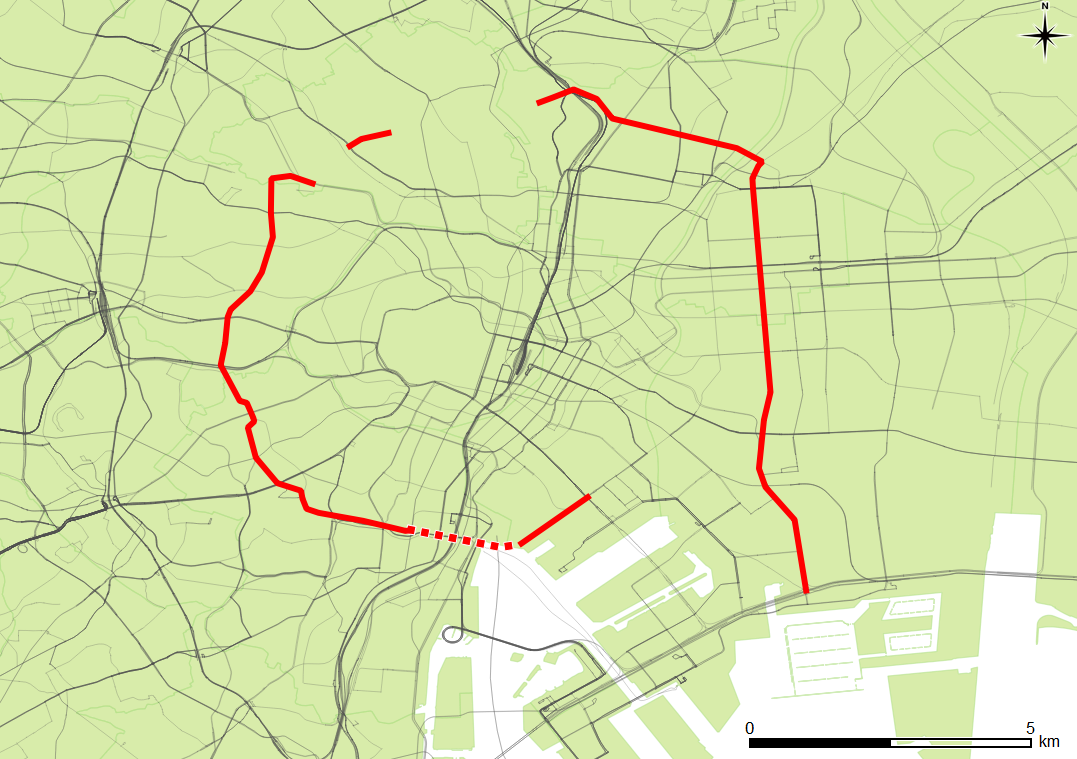
東京都市計画道路幹線街路環状第3号線

東京都市計画道路幹線街路環状第3号線（とうきょうとしけいかくどうろかんせんがいろかんじょうだい3ごうせん）は、東京都中央区勝どき二丁目から港区・新宿区・文京区・台東区・墨田区を経由し、東京都江東区辰巳二丁目に至る環状の都市計画道路である。延長は約27 km（キロメートル）である。

## 概要
1923年（大正12年）に発生した関東大震災後、1927年（昭和2年）の東京市の震災復興計画での街路計画をもとに、第二次世界大戦後に東京都の戦災復興計画で計画決定された「東京都市計画道路幹線街路環状第3号線」は、資金難で一部区間のみ開通した。これら開通区間が通称として「環状3号線」である。六本木付近では1964年東京オリンピックを契機とする道路建設において、既存道路との交差地点にトンネルが設けられるなど、将来の開通を見越した工事が行われた。環状として完結していないため、開通した部分では、外苑東通り・播磨坂・言問通り・三ツ目通りと呼ばれている。播磨坂は、文京区小石川にある環状3号線の一部で、正式には「環3通り桜並木」である。
東京では1923年（大正12年）の関東大震災後の復興のため、1927年（昭和2年）に東京駅を中心に半径約10マイル（16キロメートル）の範囲に、1号から8号までの環状道路と放射状の道路を配置する道路整備計画がたてられた。環状第1号線から環状第6号線までの6本の道路は、既存の道路を利用して環状につなげるために必要な部分だけ道路を新設する計画であった。この計画に基づき都心部の環状道路の整備が始められていったが、太平洋戦争がはじまり戦時下となると、戦争が最優先事項となったため道路整備計画は棚上げとなった。終戦後まもなく、東京の戦後復興計画として道路整備が区画整備と一体的となって再開されるものの、整備するために必要な予算が不足し、あちこちの区間で用地買収や立ち退き交渉が暗礁に乗り上がるなどが原因で、播磨坂などの部分的で区間が短い道路整備しか行われなかったため道路はつながらず、道路全体の構成は分断され、環状道とは言い難い状況となっている。

### 中央区内
中央区の一部では清澄通りとよばれる。現道は特別区道である。また環状第2号線（環二通り、都道東京市川線）から港区の放射第20号線（日比谷通り、都道日比谷芝浦線）までの延長2340 mは未整備であり、東京都の第四次事業化計画において優先整備路線に挙げられている。

### 六本木区間
都道319号外苑東通りを直進した南青山一丁目から六本木六丁目、麻布十番を経由し、芝へ至る区間。分岐した外苑東通りのバイパス機能を持つ。1993年に全線開通・供用を開始した。外苑東通りが尾根沿いを走るのに対して、当道は谷沿いの低地を走る。東京都道319号環状三号線に指定されている。

#### 起点・終点
- 起点：青山ツインビル裏の交差点（青山一丁目交差点の南側の交差点）
- 終点：芝公園グランド交差点

#### 交差点名と交差する道路の名称・トンネル施設
| 交差点名                       | 交差する道路の名称                              | 出典   |
| ------------------------------ | ----------------------------------------------- | ------ |
| （青山ツインビルの裏）（起点） | 外苑東通り                                      |        |
| 日本学術会議前                 | 東京都道413号赤坂杉並線                         | [ 7 ]  |
| （六本木トンネル）             |                                                 |        |
| 六本木六丁目（麻布トンネル）   | 六本木通り（東京都道412号霞ヶ関渋谷線）         |        |
| 鳥居坂下                       |                                                 | [ 8 ]  |
| 新一の橋                       | 東京都道415号高輪麻布線 首都高速都心環状線      | [ 9 ]  |
| 赤羽橋                         | 桜田通り（国道1号） 東京都道301号白山祝田田町線 | [ 10 ] |
| 芝公園ランプ出口               | 首都高速都心環状線内回り芝公園ランプ            | [ 11 ] |
| 芝公園グランド（終点）         | 日比谷通り（東京都道409号日比谷芝浦線）         | [ 12 ] |

#### トンネル

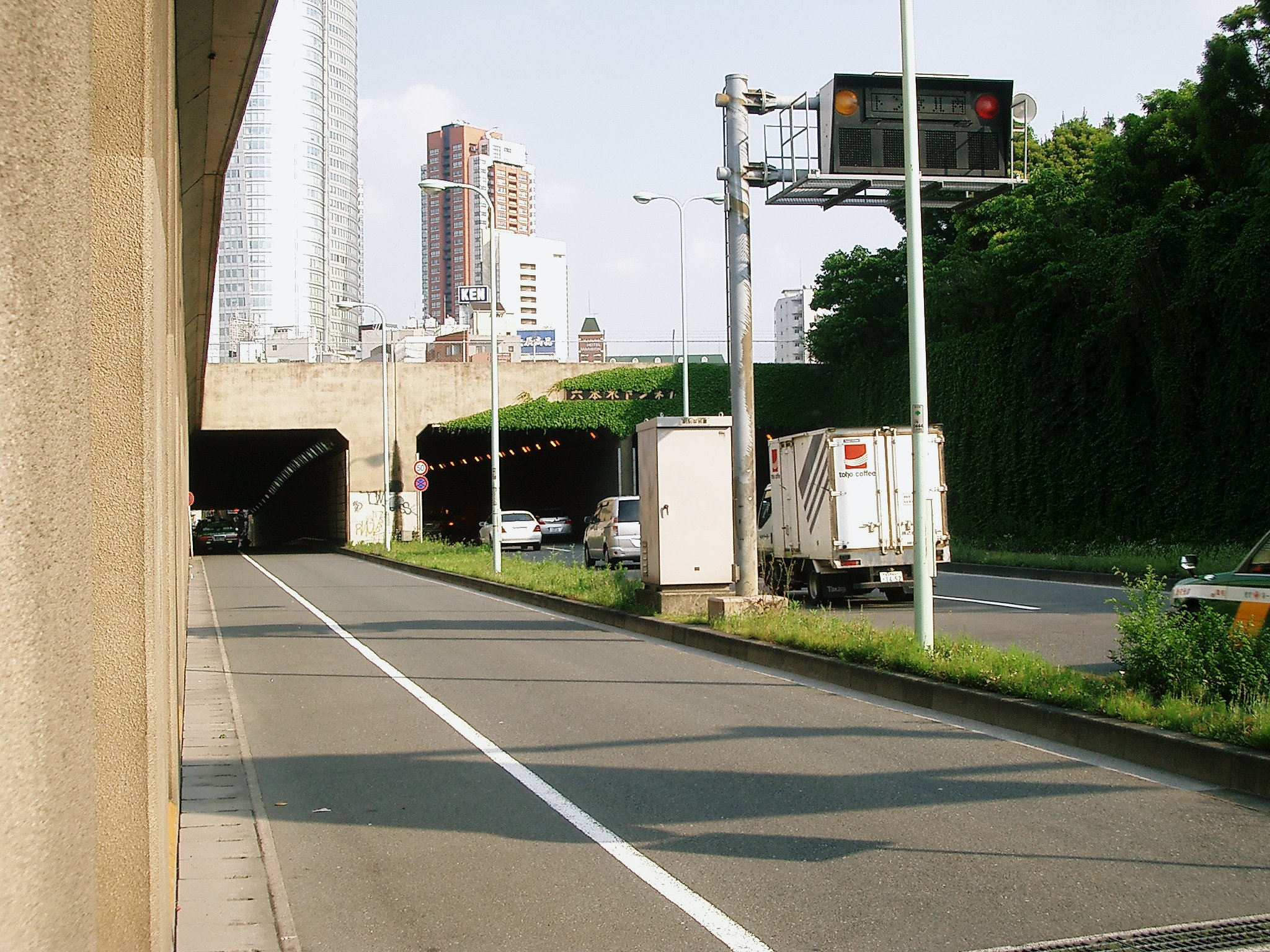
六本木トンネル（青山霊園方面から）

麻布トンネル
1964年東京オリンピックの関連整備として東京オリンピック前に開通したが、1990年頃までは現在の内回り側を外回り方向に走らせる形の片側供用であった（トンネル通過後は左に180度転回して六本木通りに出る形だった）。現在の外回り側トンネルは20年間以上も封鎖されていた。その後、六本木トンネル完成に合わせて、両側供用となった。
六本木トンネル
政策研究大学院大学（旧・東京大学物性研究所）付近は山状の地形となっており、地上には在日米軍基地が存在したため長らく未開通であったが、1993年にトンネルが完成した。

### 新宿区内

#### 曙橋区間
外苑東通りのうち、新宿区舟町 - 同区市谷本村町の延長365 mは4車線で供用されていたが、幅員が狭いことから拡幅事業が環状第3号線（曙橋）として東京都により行われている。

#### 薬王寺区間
外苑東通りのうち、新宿区市谷薬王寺町 - 同区市谷柳町の延長400 mは暫定2車線で供用されていたが、環状第3号線（薬王寺）として東京都により4車線への拡幅事業が2003年（平成15年）1月10日に認可され、2022年（令和4年）11月9日に4車線で交通開放された。

#### 弁天町区間
外苑東通りのうち、薬王寺区間に引き続く新宿区原町一丁目 - 同区榎町の延長580 mは暫定2車線で供用されていたが、環状第3号線（弁天町）として東京都により4車線への拡幅事業が2008年（平成20年）12月25日に認可され、整備が進められている。

### 播磨坂区間

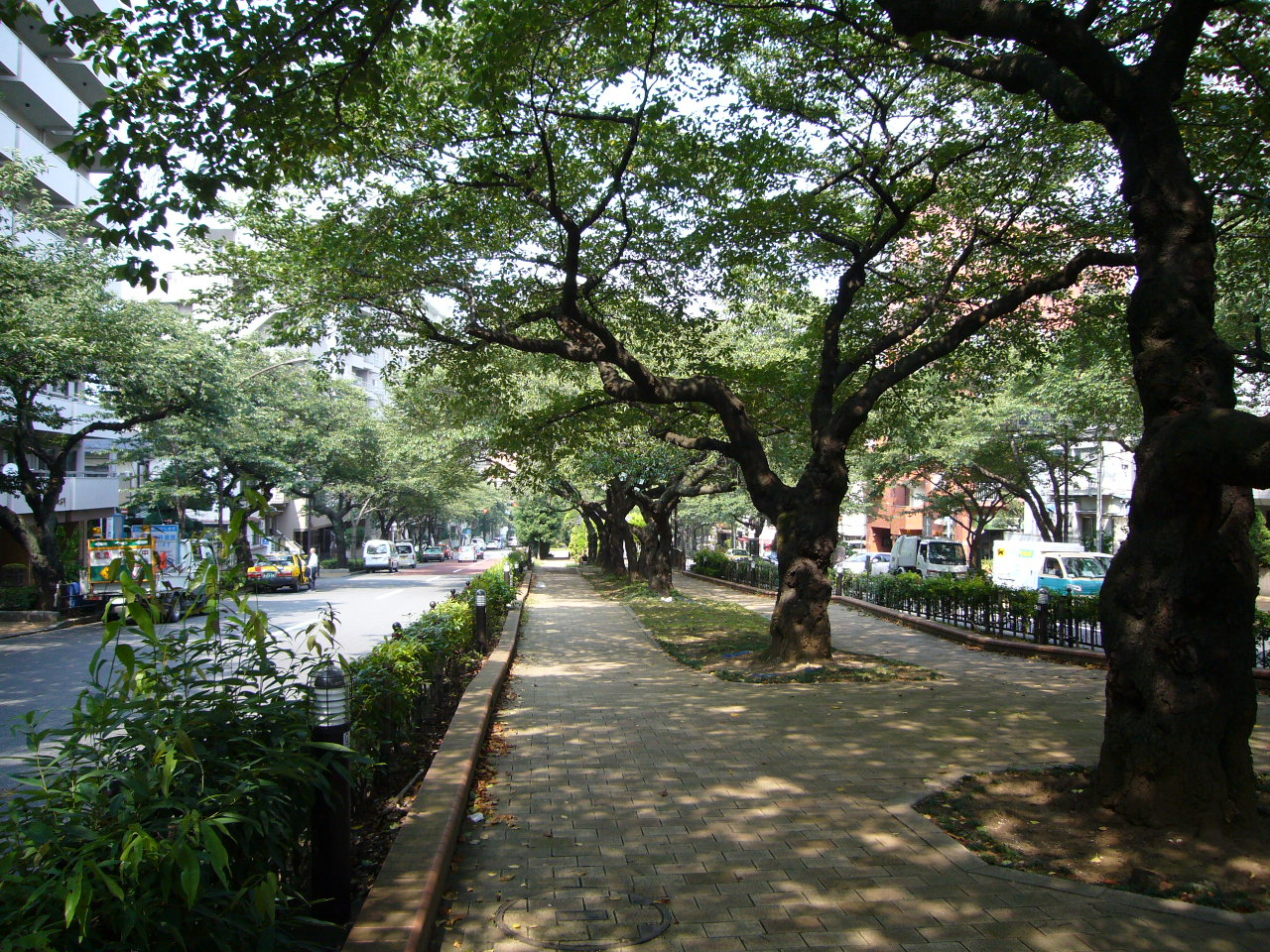
道路中央の遊歩道部分

文京区小石川四丁目・五丁目にまたがり、春日通りと千川通り（文京区から豊島区）を横に結ぶ全長460メートル、幅40メートルほどの区間は、通称「播磨坂桜並木」「環三通り」「環状3号線」と呼ばれている。公園のように整備された中央分離帯には、数カ所に彫刻やベンチが配置された桜並木の遊歩道が設けられており、東京都心部の貴重なグリーンゾーンとなっている。
かつてはこの区間のほぼ中間に位置する交差点の地点名として「環三通り」が存在したが、後に「播磨坂桜並木」に改称されている。「播磨坂」の名は、この付近にかつて存在した常陸国府中の藩主・松平播磨守の上屋敷にちなんだものである。
元東京都建設局長で都市計画家の石川栄耀が戦災復興都市計画として計画した、広幅道路と緑地帯を整備する構想が実現した数少ない箇所の一つであり、これはこの地区一帯の戦災復興事業が駅前整備と関係なく早期に着手され、なおかつ完成を見たためである。
その後、文京区が中央分離帯園のように改造し、1960年（昭和35年）に舗装された際、当時の「全区を花でうずめる運動」の一環として、地元の人々が協力して中央部とその両側の歩道にソメイヨシノなどおよそ120本の桜が植えられた。桜並木の周囲は幅の狭い中央分離帯になっていたが、1990年頃には人々の憩いの場としても機能しており、接触事故を防ぐためのセーフティーコーンが置かれていたこともあったという。その後路上駐車やゴミの放置が目立ち始めたが、車線数に比べ交通量が少ないことから、1995年に中央寄りの2車線を塞いだ部分に遊歩道が新たに設けられ、坂の北東半分を和風のイメージとし、南西半分を洋風のイメージとして整備された。1971年度以降毎年3月下旬から4月上旬に開かれる「文京さくらまつり」の会場にもなっている。
| 交差点名     | 交差する道路の名称                      | 出典   |
| ------------ | --------------------------------------- | ------ |
| 植物園前     | 千川通り（東京都道436号小石川西巣鴨線） | [ 25 ] |
| 播磨坂桜並木 |                                         | [ 26 ] |
| 小石川五丁目 | 春日通り（国道254号）                   | [ 27 ] |

### 文京区内
文京区内では、目白通りから言問通りまでの区間では播磨坂区間を除き現道が存在しない。また、言問通りのうち、補助第95号線ではない区間（谷中六丁目交差点付近より東）は現道はあるが都市計画道路としては整備が完了がしていない。この放射第7号線（目白通り）から台東区根岸二丁目（寛永寺橋）までの延長4200 mは、東京都の第四次事業化計画において計画内容再検討路線に挙げられている。